# El Prestidigitador
El Prestidigitador, también conocido como El prestidigitador y el ratero, es un cuadro atribuido al pintor flamenco El Bosco o su taller, ejecutado en óleo sobre tabla. Mide 53 centímetros de alto por 65 cm de ancho. 

## Historia
Existen dudas dentro de la crítica sobre su realización o no por el Bosco. Tradicionalmente se ha considerado una obra del periodo inicial del Bosco, evidenciando que en estos inicios de su carrera tanto la composición como la técnica son todavía vacilantes. Así, la fecha de composición estaría en el periodo 1475-1480. No obstante, tales fechas son imposibles a partir de los análisis dendrocronológicos, que obligan a que actualmente se hable de la fecha aproximada de 1502.
Antes de entrar en el Museo Municipal de Saint-Germain-en-Laye en 1872, formaba parte de la colección Ducastel. Aunque no se sepa más del origen del cuadro, lo cierto es que debió tener mucho éxito, pues se le conocen varias copias.
Existen cinco versiones de este cuadro y un grabado, pero la mayoría de los expertos considera como la más destacada la del Museo Municipal de Saint-Germain-en-Laye (Francia).  El 1 de diciembre de 1978, el cuadro fue robado, pero fue devuelto el 2 de febrero de 1979.

## Análisis
En esta obra, el Bosco aborda la escena de género, que en su caso se mezcla con la fe.

En la escena que se representa a un espectador simplón que asiste a los juegos de prestidigitación del charlatán, quien hace surgir de su boca una rana o un sapo; mientras, a sus espaldas, un cómplice del prestidigitador le corta la bolsa del dinero. Los sapos suelen aparecer en los cuadros del Bosco como un signo negativo, del mal concretado frecuentemente en la herejía. En la iconografía cristiana es un animal que concentra en sí la referencia a varios de los pecados capitales, mientras que posteriormente se asoció a la brujería.
El charlatán queda a la derecha. Lleva una cesta en la que asoma una lechuza, animal presente en otras obras del Bosco como símbolo de herejía.
Enfrente tiene al simplón, inclinado para echar el animal por la boca. Debajo de él, un niño lo contempla divertido, lo que aludiría a un proverbio: quien escucha a los ilusionistas pierde el dinero y se gana la mofa de los chiquillos. Las figuras que se amontonan detrás del simplón y el ratero contemplan la escena con ironía.